# Malokluzija
Malokluzija, ortodontski termin, po klasičnoj definiciji predstavlja stanje poremećaja normalne okluzije (zagriza) kod pacijenta. S obzirom na to da ne postoji jasno definirana "normalna okluzija" termin malokluzije u suvremenoj literaturi zamjenjuje se s terminom "okluzijske varijacije". 
Malokluzije se najčešće dijele s obzirom na klase po Angleu. Tako postoje malokluzije klase I, malokluzije klase II i malokluzije klase III.

## Klase po Angleu
Edward H. Angle, otac suvremene ortodoncije, je podijelio vrste zagriza s obzirom na odnos prvih molara u klase i to:
- klasa I - normalni zagriz (s obzirom na prve molare) → meziobukalna kvržica gornjeg prvog molara se nalazi u prostoru između meziobukalne i srednje kvržice donjeg prvog molara
- klasa II (distokluzija) → meziobukalna kvržica gornjeg molara se nalazi ispred prostora između meziobukalne i srednje kvržice donjeg prvog molara
- klasa III (meziokluzija) → meziobukalna kvržica gornjeg molara se nalazi iza prostora između meziobukalne i srednje kvržice donjeg prvog molara

Iako je Angle ovu klasifikaciju ponudio kao rješenje prije skoro 100 godina, ona vrijedi i danas s tri izmjene i dopune:
- termini distokluzija i meziokluzija se više ne koriste zbog toga što se danas zna da do poremećaja okluzije ne mora doći zbog pogrešnog postava donje čeljusti, nego i do brojnih drugih čimbenika, pa su zbog toga ovi termini netočni
- klasa II je podijeljena na:
  - klasu II/1 - slučaj ako su protrudirani frontalni zubi
  - klasu II/2 - slučaj ako su zbijeni frontalni zubi
- određuje se i klasa s obzirom na očnjake:
  - klasa I - gornji očnjak se nalazi točno između donjeg očnjaka i prvog premolara
  - klasa II - gornji očnjak se nalazi ispred prostora između donjeg očnjaka i prvog premolara
  - klasa III - gornji očnjak se nalazi iza prostora između donjeg očnjaka i prvog premolara

Pravilo je da se klase na očnjacima i na molarima ne određuju ako jedan od zuba potreban za određivanje nije prisutan, ako zub nije izrastao do okluzalne ravnine ili ako se ne radi o trajnom zubu.